# Sancho II av Portugal
Sancho II, född  1209 i Coimbra, död 1248 i Toledo, Kastilien-La Mancha, var kung av Portugal från 1223 till 1248. Han var son till kung Alfons II av Portugal och drottning Urraca från Kastilien. Han tillhörde huset Burgund.
Sancho II var i början lycklig i sina krig mot morerna och kraftig i sin inre styrelse, men från 1240 rådde stor oordning i riket. De mot konungen fientliga biskoparna lyckades få påven att utfärda en avsättningsbulla mot Sancho. Hans bror Alfonso kallades in som regent 1245. År 1247 flydde Sancho II till Kastilien, där han dog året därpå.